# 宗義如
宗義如（日语：／ Sō Yoshiyuki，1716年12月1日—1752年2月19日），日本江戶時代中期的大名、對馬府中藩第8代藩主。
宗義如是第6代藩主宗義誠的長子。1730年（享保15年）父親去世，因年幼，他沒有繼承家督，而是由叔父宗方熙繼任。1731年（享保16年），他成為宗方熙的養子。1732年（享保17年），宗方熙隱居，由他繼承家督之位。
宗義如在任期間，對馬藩的財政因對朝鮮貿易衰退而惡化，1732年和1734年的兩場大火更令藩財政雪上加霜。對此他發佈儉約令。1747年（延享4年）強化了家臣的知行借上。他還派遣家老同幕府談判，要求發放補助金。幕府同意每年給與一萬兩，至1750年（寬延3年）停止。藩政改革也沒有效果，1747年（延享4年）發生了強訴事件。
1752年（寳曆2年），他因天花去世，其弟宗義蕃繼位。